# Rivière Duhamel
Rivière Duhamel är ett vattendrag i Kanada.   Det ligger i provinsen Québec, i den östra delen av landet, 600 km nordost om huvudstaden Ottawa.
I omgivningarna runt Rivière Duhamel växer i huvudsak barrskog. Trakten runt Rivière Duhamel är nära nog obefolkad, med mindre än två invånare per kvadratkilometer.